# Coreopsis grandiflora
 (août 2024).
Si vous disposez d'ouvrages ou d'articles de référence ou si vous connaissez des sites web de qualité traitant du thème abordé ici, merci de compléter l'article en donnant les références utiles à sa vérifiabilité et en les liant à la section « Notes et références ».
Coréopsis à grandes fleurs, Coréopsis grandiflore
Espèce
Coreopsis grandiflora, le Coréopside à grandes fleurs, est une espèce de plantes vivaces de la famille des Asteraceae.

## Répartition
Cette plante est originaire de l'Est du Canada et des États-Unis. Elle pousse dans les sols sableux, les fossés et bords de routes ainsi que d'autres sites rocailleux, les affleurements de granite et de grès.

## Description
Coreopsis grandiflora est une plante vivace qui peut mesurer jusqu'à 60 cm de haut, voire plus. Sa floraison a lieu entre mai et août. Ses fleurs, d'un diamètre de 4 à 5 cm, sont jaune d'or et composées en larges capitules plats comportant un minimum de huit fleurs ligulées, avec un anneau de la même couleur.

## Usages
Coreopsis grandiflora est traditionnellement utilisé en teinture textile et comme plante ornementale.

### Horticulture
Coreopsis grandiflora est une plante très florifère qui fleurit en été. Elle demande un sol frais, mais drainant car l'excès d'humidité, surtout l'hiver, fait pourrir ses racines. Elle prend rapidement de l'ampleur dans les jardins, ainsi que les zones sèches et graveleuses. Elle se cultive en pot ou en pleine terre et en plein soleil. Son feuillage, caduc, est vert foncé et lancéolé.
Condition de culture :
- Exposition : Soleil
- Rusticité : -20°C
- Type de sol : ordinaire bien drainé en hiver
- Utilisation : en pot, bord de massif ou en rocaille
- Taille : 35 cm
- Fertilisation : non nécessaire
- Arrosage : de temps en temps surtout en pot
- Les fleurs fanées sont à couper pour maintenir la floraison.

Plantation :
- Période : de mars à juin et de mi-août à novembre
- Densité de plantation : cinq plantes /m²
- Faire tremper la motte dans un seau d'eau
- Faire un trou du double de la motte
- Enlever le pot et griffer les racines
- Placer la motte dans le trou et reboucher avec la terre
- Arroser copieusement

## Systématique
Le nom correct complet (avec auteur) de ce taxon est Coreopsis grandiflora Hogg ex Sweet.
Ce taxon porte en français les noms vernaculaires ou normalisés suivants : 
- Coréopside à grandes fleurs[2],[3] ;
- Coreopsis à grandes fleurs[2] ;
- Coréopsis à grandes fleurs[2],[3],[4] ;
- Coréopsis grandiflore[2].

Coreopsis grandiflora a pour synonymes :
- Bidens sweetiana Banfi, Galasso & Bartolucci
- Coreopsis boykiniana Nutt.
- Coreopsis grandiflora f. demareei Sherff
- Coreopsis grandiflora f. grandiflora
- Coreopsis grandiflora f. harveyana (A.Gray) Sherff
- Coreopsis grandiflora f. longipes (Hook.) Voss
- Coreopsis grandiflora f. pilosa (Sherff) E.B.Sm.
- Coreopsis grandiflora var. harveyana (A.Gray) Sherff
- Coreopsis grandiflora var. longipes (Hook.) Torr. & A.Gray
- Coreopsis grandiflora var. pilosa Sherff
- Coreopsis grandiflora var. saxicola (Alexander) E.B.Sm.
- Coreopsis grandiflora var. subintegrifolia Torr. & A.Gray
- Coreopsis grandiflora Hogg
- Coreopsis harveyana A.Gray
- Coreopsis heterolepis Sherff
- Coreopsis heterophylla Nutt.
- Coreopsis longipes Hook.
- Coreopsis saxicola var. duncanii Sherff
- Coreopsis saxicola var. saxicola
- Coreopsis saxicola Alexander

### Liste des variétés
Selon GBIF (15 août 2024) :
- Coreopsis grandiflora var. grandiflora
- Coreopsis grandiflora var. inclinata J.R.Allison